# Thais (Vorname)
Thais, bzw. Thaís, Taís oder Taísa ist ein weiblicher Vorname.

## Herkunft und Bedeutung
Der Name stammt aus dem Griechischen und bedeutet: „die mit Bewunderung betrachtet wird“, „die wegen ihrer Schönheit betrachtet wird“.
Der Name und seine Varianten sind in Brasilien weit verbreitet.
Der Namenstag wird am 8. Oktober gefeiert.

## Bekannte Namensträger
- Thais, Heilige
- Thaisa (* 1988), brasilianische Fußballspielerin
- Thais (* 1963), brasilianische Flug- und Raumfahrtmedizinerin